# Pink Tape (Lil Uzi Vert)
Pink Tape è il quarto album in studio del rapper statunitense Lil Uzi Vert, pubblicato il 30 giugno 2023.

## Tracce
1. Flooded the Face – 3:12
2. Suicide Doors – 4:19
3. Aye (feat. Travis Scott) – 3:27
4. Crush Em – 2:45
5. Amped – 2:53
6. x2 – 3:54
7. Died and Came Back – 3:00
8. Spin Again – 1:37
9. That Fiya – 2:34
10. I Gotta – 2:53
11. Endless Fashion (feat. Nicki Minaj) – 3:36
12. Mama, I'm Sorry – 3:30
13. All Alone – 3:42
14. Nakamura – 3:17
15. Just Wanna Rock – 2:03
16. Fire Alarm (feat. Snow Strippers) – 3:05
17. CS – 3:32
18. Werewolf (feat. Bring Me the Horizon) – 3:59
19. Pluto to Mars – 4:06
20. Patience (feat. Don Toliver) – 4:22
21. Days Come and Go – 4:17
22. Rehab – 4:05
23. The End (feat. Babymetal) – 3:07
24. Zoom (bonus track) – 2:46
25. Of Course (bonus track) – 3:28
26. Shardai (bonus track) – 3:21

## Classifiche

### Classifiche settimanali
| Classifica (2023) | Posizione massima |
| ----------------- | ----------------- |
| Australia         | 7                 |
| Austria           | 4                 |
| Belgio (Fiandre)  | 15                |
| Belgio (Vallonia) | 48                |
| Canada            | 2                 |
| Danimarca         | 9                 |
| Finlandia         | 14                |
| Francia           | 34                |
| Germania          | 13                |
| Giappone          | 40                |
| Irlanda           | 6                 |
| Italia            | 18                |
| Lituania          | 5                 |
| Norvegia          | 3                 |
| Nuova Zelanda     | 1                 |
| Paesi Bassi       | 3                 |
| Polonia           | 6                 |
| Regno Unito       | 7                 |
| Repubblica Ceca   | 2                 |
| Spagna            | 42                |
| Stati Uniti       | 1                 |
| Svezia            | 41                |
| Svizzera          | 3                 |
| Ungheria          | 8                 |

### Classifiche di fine anno
| Classifica (2023) | Posizione |
| ----------------- | --------- |
| Stati Uniti       | 99        |